# Remsenburg-Speonk
Remsenburg-Speonk – jednostka osadnicza w Stanach Zjednoczonych, w stanie Nowy Jork, w hrabstwie Suffolk.